# Гаєвці
Гаєвці (словен. Gajevci) — поселення в общині Горишниця, Подравський регіон‎, Словенія.